# Guillem X de Poitiers
Guillem X de Poitiers (no s'ha de confondre amb Guillem X d'Aquitània, a vegades esmentat com a Guillem X de Poitou, però en realitat Guillem VIII de Poitiers) conegut també com a Guillem fill de l'Emperadriu i com Guillem d'Anjou, fou un efímer comte de Poitiers nascut a Argentan, Normandia, el 22 de juliol de 1136 i mort a Rouen, Normandia, el 20 de juliol de 1164.

## Biografia
Era el fill més jove de Jofré V d'Anjou, conegut com a Jofré V el Bell o Jofré V Plantagenet, i de Matilde d'Anglaterra, coneguda com a Matilde l'Emperadriu (filla d'Enric I d'Anglaterra). El seu germà gran fou el rei Enric II d'Anglaterra. El 1153, amb uns 17 anys, fou nomenat vescomte de Dieppe i comte de Poitou.
El setembre de 1155, Enric II va tenir un consell a Winchester on va considerar la invasió d'Irlanda per donar-la a Guillem com a rei, però els plans foren abandonats per les objeccions de la reina mare Matilde. Enric II no obstant va convertir a Guillem en un dels homes més rics d'Anglaterra concedint-li diverses possessions (Maldon a Essex, Dartford, Hoo i Shorne a Kent, Aylsham i Cawston a Norfolk i Hintlesham a Suffolk) que es van ajuntar a les terres entorn de Dieppe, Normandia, que governava com a vescomte.
El 1156 estava amb el seu germà Enric II al setge de Chinon aparentment contra Jofré VI d'Anjou (germà de Guillem i d'Enric), que tenia dret als comtats d'Anjou i Maine per herència paterna, que Enric II demorava en entregar-li. També va dirigir el setge del castell de Mountreuil-Bellay; durant aquest setge va llegir els escrits del teòric militar romà Vegetius, i quan va veure el que havia fet, va aixecar el setge.
El 1162 es va concertar el seu casament amb Isabel de Warenne, quarta comtessa de Surrey que era una de les grans hereves d'Anglaterra, vídua de Guillem de Blois, comte de Boulogne i de Mortain, fill del rei Esteve I, un cosí de Guillem; a causa d'aquest parentiu llunyà per afinitat es necessitava una dispensa eclesiàstica que generalment era concedida sense problemes, però Tomàs Becket, arquebisbe de Canterbury, va refusar la petició i va frustrar l'enllaç.
Guillem va morir poc després, amb 27 anys, suposadament d'un atac de cor (1164). Fou enterrat a la catedral de Notre-Dame de Rouen. Enric va acusar Tomàs Becket de la mort del seu germà i fou l'inici d'un seriós conflicte entre els dos poders. Quan Becket fou assassinat el 29 de desembre de 1170, un dels cavallers autors del crim fou Ricard el Bretó, que havia estat a les ordes de Guillem, i es diu que en assestar el cop decisiu va dir "Té això, per l'amor al meu senyor Guillem, el germà del rei".